# Веласко, Луис де
Луис де Веласко и Руис де Аларкон (исп. Luis de Velasco y Ruiz de Alarcón, 1511—1564) — испанский дворянин, IV-й маркиз Салинас, 11-й вице-король Наварры, 2-й вице-король Новой Испании.

## Биография
Родился в 1511 году в Каррион-де-лос-Кондесе в семье коннетаблей Кастилии. В 1547 году стал вице-королём и главой испанских вооружённых сил в королевстве Наварра. Впечатлённый его успехами на этом поприще, император Карл V в 1550 году отправил его в Новый свет для решения проблем испанских колоний, связанных с рабством и системой «энкомьенда». В поездке его сопровождал сын Луис, впоследствии тоже ставший вице-королём.
Луис де Веласко должен был сменить Антонио де Мендосу, которому был предоставлен выбор: остаться вице-королём Новой Испании, или возглавить вице-королевство Перу; после того, как он бы выбрал одну из этих должностей, Луис де Веласко должен был занять вторую. 23 августа 1550 года Веласко прибыл в Сан-Хуан-де-Улуа, и провёл месяц в Пуэбле, ожидая, пока Мендоса сделает свой выбор. Наконец, они оба встретились в Чолуле, и Мендоса выбрал Перу. 25 ноября 1550 года Веласкес официально въехал в Мехико, став вице-королём Новой Испании.
Веласко стал защищать индейцев от жадности рабовладельцев-золотодобытчиков, и освободил 15 тысяч рабов. 25 января 1553 году Веласко открыл Королевский и Папский университет Мексики. Он утвердил основание городов Сан-Мигель-эль-Гранде, Виктория-де-Дуранго, Сан-Фелипе-де-Ихстлауака и Номбре-де-Диос.
В 1558 году Мексика пережила первое со времён начала испанского владычества крупное наводнение, а за ним — эпидемию. Вице-король сделал всё возможное для помощи жертвам.
Вплоть до 1560 года Веласко имел неограниченную власть. Несмотря на то, что он не совершал никаких злоупотреблений, Королевская аудиенсия Мехико и некоторые влиятельные испанцы стали пытаться повлиять на короля с тем, чтобы он ограничил власть вице-короля, сделав обязательным одобрение его действий аудиенсией.
В последние годы жизни Веласко сосредоточился на основании поселений во Флориде, исследовании Тихого океана и поиске новых богатств для империи. В 1559 году он отправил флотилию из 13 судов под командованием Тристана де Луны-и-Арельяно для основания поселения на Флоридском полуострове, однако предприятие провалилось. В начале 1564 года Веласко направил Мигеля Лопеса де Легаспи и Андреса Урданету в экспедицию через Тихий океан к Островам Пряностей, на которых в 1521 году высаживался Фернан Магеллан, а в 1543 году — Руи Лопес де Вильялобос.
Луис де Веласко и Руис де Аларкон скончался в 1564 году. После его смерти оказалось, что вместо того, чтобы использовать свою должность для обогащения, из-за своей заботы о бедняках и аборигенах он залез в долги. После его смерти временным вице-королём стал Франсиско Сеинос из Королевской аудиенсии Мехико, который исполнял обязанности вице-короля вплоть до прибытия в 1566 году Гастона де Перальты.